# Mia Lagumdzija
Mia Lagumdzija, född 20 april 1997, är en svensk handbollsspelare.

## Karriär
Mia Lagumdzija har HK Eskil från Eskilstuna som moderklubb. Lagumdzija spelade sedan som A-flicka med Gökstens BK innan hon gick till Guif i Allsvenskan 2014. Efter två framgångsrika säsonger i Allsvenskan, då hon var Guifs bästa målskytt, flyttade hon till Skuru IK. Säsongerna 2016-2018 spelade hon för Skuru IK i elitserien, men det blev inte mycket speltid. På 17 matcher 2016-2017 gjorde hon sex mål, och 2017-2018 spelade hon 22 matcher med 23 mål. Följande säsong spelade hon bara två matcher för Skuru innan hon återvände till Eskilstuna Guif i oktober 2018. Hon spelade resten av säsongen för Guif, och sedan ännu en säsong.
2020 började hon spela för Kungälvs HK i SHE och fått en enorm utveckling. På 22 matcher 2020-2021 stod hon för 74 mål. Säsongen 2021-2022 kom hon tvåa i skytteligan med 153 mål. Säsongen 2022-2023 vann hon skytteligan med 144 mål.